# Vincent Guérin
Vincent Guérin (ur. 22 listopada 1965 w Boulogne-Billancourt) – francuski piłkarz występujący najczęściej na pozycji bocznego pomocnika. Z reprezentacją Francji, w której barwach rozegrał 19 meczów i strzelił 2 bramki, zdobył brązowy medal Mistrzostw Europy 1996.

## Sukcesy piłkarskie
- mistrzostwo Francji 1994, wicemistrzostwo Francji 1993, 1995 i 1997, Puchar Francji 1993 i 1995, Puchar Ligi 1995, Puchar Zdobywców Pucharów 1996 oraz finał PZP 1997 z PSG
- Puchar Francji 1990 z Montpellier